# Wiedźmin (album)
Wiedźmin – album z muzyką do filmu Wiedźmin w reżyserii Marka Brodzkiego, będącego ekranizacją zbioru opowiadań Andrzeja Sapkowskiego o tym samym tytule. Autorem muzyki jest Grzegorz Ciechowski. Płyta została wydana w 2001 roku i zawiera 22 kompozycje. W 2002 roku Grzegorz Ciechowski otrzymał (pośmiertnie) za nią Orła w kategorii „Najlepsza muzyka”.
Płyta zdobyła w Polsce status złotej (27 listopada 2001, ZPAV).

## Spis utworów
| 1.  | „Wiedźmin”                | 5:01  |
|     |                           |       |
| 2.  | „Pocałunek Yennefer”      | 2:08  |
|     |                           |       |
| 3.  | „Zew wilka”               | 2:54  |
|     |                           |       |
| 4.  | „Pierwsza rada Jaskra”    | 0:48  |
|     |                           |       |
| 5.  | „Oniria”                  | 2:08  |
|     |                           |       |
| 6.  | „Lawina”                  | 2:06  |
|     |                           |       |
| 7.  | „Sen Yen”                 | 2:12  |
|     |                           |       |
| 8.  | „Druga rada Jaskra”       | 1:09  |
|     |                           |       |
| 9.  | „Odnajdę cię, Ciri”       | 5:11  |
|     |                           |       |
| 10. | „Uciekajcie!”             | 0:44  |
|     |                           |       |
| 11. | „Trzecia rada Jaskra”     | 0:41  |
|     |                           |       |
| 12. | „Koniec z bandą Renfri”   | 2:04  |
|     |                           |       |
| 13. | „Jak gwiazdy nad traktem” | 1:48  |
|     |                           |       |
| 14. | „Śmierć Renfri”           | 0:44  |
|     |                           |       |
| 15. | „Bajka dla małej driady”  | 2:08  |
|     |                           |       |
| 16. | „Leczenie ran”            | 1:45  |
|     |                           |       |
| 17. | „Karczma w Blaviken”      | 0:25  |
|     |                           |       |
| 18. | „Zapachniało jesienią”    | 1:27  |
|     |                           |       |
| 19. | „Ballada dla Yen”         | 1:03  |
|     |                           |       |
| 20. | „Czwarta rada Jaskra”     | 2:05  |
|     |                           |       |
| 21. | „Ratuj, Wiedźminie”       | 3:22  |
|     |                           |       |
| 22. | „Nie pokonasz miłości”    | 3:40  |
|     |                           |       |
|     |                           | 45:33 |
|     |                           |       |

## Autorzy kompozycji
- Wszystkie kompozycje i aranżacje: G. Ciechowski
- Muzyka: Grzegorz Ciechowski (1-22)
- Słowa: Grzegorz Ciechowski (4, 8, 11, 20, 22), Andrzej Sapkowski (13)

## Wykonawcy
- Grzegorz Ciechowski – instrumenty klawiszowe, flet, programowanie
- Zbigniew Krzywański – gitara
- Alicja Węgorzewska – śpiew (mezzosopran)
- Michael Jones – lira korbowa, skrzypce hinduskie (ravanhuta)
- Zbigniew Zamachowski – śpiew (4, 8, 11, 13, 18, 20)
- Robert Gawliński – śpiew (22)
- Sławomir Ciesielski – instrumenty perkusyjne (22)
- Męski Zespół Wokalny „Kairos” pod kierownictwem Borysa Somerschafa